# Championnat de Belgique de football 1956-1957
Navigation
Saison précédente Saison suivante
Le championnat de Belgique de football 1956-1957 est la 54e saison du championnat de première division belge. Son nom officiel est « Division 1 ».
L'Antwerp met fin à la série du Sporting d'Anderlecht et remporte son quatrième titre national, devant les bruxellois et La Gantoise. C'est encore aujourd'hui le dernier titre en date pour le « Great Old ».
En bas de classement, Beringen, qui était enfin parvenu à se maintenir la saison passée pour la première fois en trois montées, est cette fois renvoyé en Division 2 en compagnie du Sporting de Charleroi, relégué après une décennie de présence au plus haut niveau.

## Clubs participants
Seize clubs prennent part à ce championnat, soit le même nombre que lors de l'édition précédente. Ceux dont le matricule est mis en gras existent toujours aujourd'hui.
| #  | Nom                                            | Mat. | Ville                 | Stades                       | Entraîneur         | En D1 depuis (série) | Total en D1 | Saison précédente |
| -- | ---------------------------------------------- | ---- | --------------------- | ---------------------------- | ------------------ | -------------------- | ----------- | ----------------- |
| 1  | Royal Sporting Club Anderlechtois              | 35   | Anderlecht            | Stade Émile Versé            | Bill Gormlie       | 1935-1936 (19e)      | 26e         | 1er               |
| 2  | Royal Antwerp Football Club                    | 1    | Anvers                | Bosuilstadion                | Harry Game         | 1901-1902 (48e)      | 53e         | 2e                |
| 3  | Royal Beerschot Athletic Club                  | 13   | Anvers                | Kiel                         | Elemér Berkessy    | 1907-1908 (42e)      | 48e         | 10e               |
| 4  | Royal Berchem Sport                            | 28   | Berchem               | Het Rooi                     | Alfons De Winter   | 1943-1944 (13e)      | 26e         | 4e                |
| 5  | Koninklijke Beringen Football Club             | 522  | Beringen              | Mijnstadion                  | ?                  | 1955-1956 (2e)       | 4e          | 13e               |
| 6  | Royal Daring Club de Bruxelles                 | 2    | Molenbeek             | Stade Edmond Machtens        | Gibon              | 1955-1956 (2e)       | 37e         | 9e                |
| 7  | Royal Olympic Club Charleroi                   | 246  | Montignies-sur-Sambre | Stade de la Neuville         | Henri Grünbaum     | 1956-1957 (1re)      | 16e         | Division 2 : 2e   |
| 8  | Royal Charleroi Sporting Club                  | 22   | Charleroi             | Stade du Mambourg            | ?                  | 1947-1948 (10e)      | 10e         | 7e                |
| 9  | Association Royale Athlétique La Gantoise      | 7    | Gentbrugge            | Stade Jules Otten            | Edmond Delfour     | 1936-1937 (18e)      | 29e         | 12e               |
| 10 | Royal Football Club Liégeois                   | 4    | Rocourt               | Stade Vélodrome Oscar Flesch | Jean Loos          | 1945-1946 (12e)      | 28e         | 6e                |
| 11 | Royal Standard Club Liège                      | 16   | Sclessin              | Stade de Sclessin            | André Riou         | 1921-1922 (33e)      | 38e         | 8e                |
| 12 | Koninklijke Lierse Sportkring                  | 30   | Lierre                | Herman Vanderpoortenstadion  | Hubert D'Hollander | 1953-1954 (4e)       | 22e         | 11e               |
| 13 | Racing Club Mechelen Koninklijke Maastschappij | 24   | Malines               | Oscar Van Kesbeeckstadion    | Richard Gedopt     | 1948-1949 (9e)       | 28e         | 5e                |
| 14 | Union Saint-Gilloise Société Royale            | 10   | Forest                | Stade Joseph Marien          | André Vandeweyer   | 1951-1952 (6e)       | 46e         | 3e                |
| 15 | Royal Tilleur Football Club                    | 21   | Tilleur               | Stade du Pont d'Ougrée       | ?                  | 1948-1949 (9e)       | 16e         | 14e               |
| 16 | Royal Club Sportif Verviétois                  | 8    | Verviers              | Stade du Panorama            | Joseph Pannaye     | 1956-1957 (1re)      | 16e         | Division 2 : 1er  |

### Localisation des clubs
| Anvers Lierse SK RC Mechelen La Gantoise Bruxelles Charleroi SC Olympic CC La Gantoise Beringen Liège CS Verviétois |

#### Localisation des clubs anversois
Les 3 cercles anversois sont :
(1) R. Antwerp FC
(2) R. Beerschot AC
 (3) R. Berchem Sport

#### Localisation des clubs bruxellois
Les 3 cercles bruxellois sont :
(5) R. Daring CB
(6) R. SC Anderlechtois
(7) Union Saint-Gilloise SR

#### Localisation des clubs liégeois
Les 3 cercles liégeois sont :
(1) R. FC Légeois
(6) R. Tilleur FC
(8) R. Standard CL

## Déroulement de la saison
Anderlecht reste invaincu à domicile où il ne concède que 5 partages pour un total de 25 points sur 30. Mais c'est en déplacement que les « Mauves » laissent filer le titre en subissant 6 défaites. Dans le même temps, l'Antwerp, bien que battu au Bosuil par le Lierse (0-3), commet moins de faux pas lors de ses matches hors de ses bases.
Le « Great Old » anversois empochent 21 points sur 30 en déplacement contre 15 au Sporting Anderlechtois. Six points, c'est précisément l'écart final entre les deux équipes.

## Résultats

### Résultats des rencontres
Avec seize clubs engagés, 240 matches sont au programme de la saison.
| Résultats (▼dom., ►ext.)                                   | AND | ANT | BEE  | BSP | BER | CHA | DAR | GAN | FCL | LIE | RCM | OLY | STA | USG | TIL  | VER |
| R. SC Anderlechtois                                        |     | 5-1 | 12-3 | 1-1 | 6-4 | 2-2 | 4-1 | 2-1 | 2-1 | 1-1 | 6-1 | 1-1 | 6-2 | 1-1 | 10-1 | 3-2 |
| R. Antwerp FC                                              | 2-2 |     | 3-2  | 5-0 | 3-0 | 3-0 | 4-0 | 2-0 | 0-0 | 2-3 | 3-0 | 6-1 | 1-1 | 1-0 | 1-0  | 3-1 |
| R. Beerschot AC                                            | 1-0 | 0-3 |      | 2-2 | 3-1 | 0-1 | 4-2 | 2-5 | 4-0 | 1-4 | 1-1 | 2-0 | 0-2 | 3-0 | 0-2  | 2-0 |
| R. Berchem Sport                                           | 0-0 | 1-1 | 0-3  |     | 2-1 | 0-4 | 1-1 | 2-1 | 2-2 | 1-2 | 0-0 | 2-0 | 1-1 | 1-1 | 1-0  | 2-1 |
| K. Beringen FC                                             | 0-1 | 1-3 | 1-1  | 5-0 |     | 1-0 | 0-2 | 2-0 | 0-2 | 0-2 | 4-1 | 3-0 | 0-6 | 2-2 | 1-0  | 2-2 |
| R. Charleroi SC                                            | 1-3 | 1-3 | 2-4  | 0-1 | 3-0 |     | 3-1 | 0-4 | 2-2 | 1-2 | 0-3 | 2-0 | 1-3 | 0-0 | 1-2  | 1-1 |
| R. Daring CB                                               | 1-5 | 2-2 | 3-0  | 4-2 | 5-0 | 1-1 |     | 0-2 | 2-1 | 2-0 | 6-3 | 4-2 | 4-0 | 1-2 | 2-0  | 0-1 |
| ARA La Gantoise                                            | 1-0 | 1-1 | 1-1  | 1-0 | 2-1 | 6-1 | 7-4 |     | 4-0 | 6-1 | 4-0 | 3-1 | 0-0 | 2-0 | 7-0  | 3-3 |
| R. FC Liégeois                                             | 3-0 | 0-3 | 2-1  | 1-0 | 3-1 | 1-0 | 1-2 | 0-1 |     | 4-0 | 2-1 | 5-1 | 1-1 | 2-2 | 3-2  | 3-0 |
| K. Lierse SK                                               | 3-0 | 1-3 | 2-4  | 1-1 | 4-2 | 4-1 | 1-2 | 2-1 | 4-0 |     | 1-1 | 1-0 | 1-0 | 3-2 | 3-1  | 0-2 |
| RC Mechelen KM                                             | 0-3 | 1-2 | 5-0  | 1-4 | 0-0 | 2-1 | 4-0 | 1-2 | 0-2 | 2-2 |     | 1-3 | 1-1 | 1-4 | 4-1  | 1-2 |
| R. Olympic CC                                              | 3-3 | 1-1 | 5-1  | 1-1 | 5-1 | 3-1 | 1-1 | 2-2 | 1-3 | 2-2 | 0-1 |     | 3-0 | 0-2 | 0-0  | 2-1 |
| R. Standard CL                                             | 0-1 | 1-0 | 2-1  | 7-2 | 0-0 | 3-1 | 1-1 | 3-1 | 3-3 | 3-1 | 2-6 | 2-2 |     | 5-2 | 1-2  | 0-0 |
| Union Saint-Gilloise SR                                    | 0-1 | 1-1 | 7-1  | 2-0 | 3-1 | 0-2 | 2-5 | 3-2 | 2-1 | 2-1 | 6-2 | 0-1 | 1-3 |     | 3-2  | 2-2 |
| R. Tilleur FC                                              | 4-0 | 1-3 | 3-1  | 0-7 | 0-0 | 4-1 | 2-7 | 2-2 | 1-3 | 4-2 | 0-0 | 1-2 | 3-0 | 7-0 |      | 0-2 |
| R. CS Verviétois                                           | 5-1 | 1-3 | 4-1  | 0-0 | 4-2 | 3-0 | 0-1 | 1-1 | 2-1 | 0-0 | 1-1 | 2-0 | 1-1 | 1-1 | 2-2  |     |
| - Victoire à domicile - Match nul - Victoire à l'extérieur |     |     |      |     |     |     |     |     |     |     |     |     |     |     |      |     |

### Classement final
| Rang | Équipe                  | Pts | J  | G  | N  | P  | Bp | Bc | Diff |
| ---- | ----------------------- | --- | -- | -- | -- | -- | -- | -- | ---- |
| 1    | R. ANTWERP FC           | 46  | 30 | 19 | 8  | 3  | 69 | 28 | +41  |
| 2    | R. SC Anderlechtois T   | 40  | 30 | 16 | 8  | 6  | 82 | 47 | +35  |
| 3    | ARA La Gantoise         | 39  | 30 | 16 | 7  | 7  | 73 | 37 | +36  |
| 4    | R. Daring CB            | 35  | 30 | 15 | 5  | 10 | 67 | 56 | +11  |
| 5    | R. FC Liégois           | 34  | 30 | 14 | 6  | 10 | 52 | 44 | +8   |
| 6    | K. Lierse SK            | 34  | 30 | 14 | 6  | 10 | 54 | 51 | +3   |
| 7    | R. Standard CL          | 33  | 30 | 11 | 11 | 8  | 54 | 47 | +7   |
| 8    | R. CS Verviétois        | 32  | 30 | 10 | 12 | 8  | 47 | 39 | +8   |
| 9    | Union Saint-Gilloise SR | 30  | 30 | 11 | 8  | 11 | 53 | 55 | -2   |
| 10   | R. Berchem Sport        | 28  | 30 | 8  | 12 | 10 | 37 | 49 | -12  |
| 11   | R. Olympic CC           | 25  | 30 | 8  | 9  | 13 | 43 | 55 | -12  |
| 12   | R. Beerschot AC         | 24  | 30 | 10 | 4  | 16 | 49 | 75 | -26  |
| 13   | R. Tilleur FC           | 23  | 30 | 9  | 5  | 16 | 47 | 69 | -22  |
| 14   | RC Mechelen KM          | 22  | 30 | 7  | 8  | 15 | 45 | 63 | -18  |
| 15   | K. Beringen FC          | 18  | 30 | 6  | 6  | 18 | 36 | 65 | -29  |
| 16   | R. Charleroi SC         | 17  | 30 | 6  | 5  | 19 | 34 | 62 | -28  |

Légende
- Champion de Belgique 1957, qualifié pour la Coupe des clubs champions européens
- Club relégué pour la saison suivante

Abréviations
T : Tenant du titre 1956

 : club promu de Division 2 depuis la saison précédente

### Meilleur buteur
Maurice Willems (ARA La Gantoise), avec 35 buts. Il est le 37e joueur belge différent à être sacré meilleur buteur de la plus haute division belge.

#### Classement des buteurs
Le tableau ci-dessous reprend les 29 meilleurs buteurs du championnat, soit les joueurs ayant inscrit dix buts ou plus durant la saison.
| #   | Pays | Joueur                  | Club                    | Buts | Matches joués |
| --- | ---- | ----------------------- | ----------------------- | ---- | ------------- |
| 1.  |      | Maurice Willems         | ARA La Gantoise         | 35   | 28            |
| 2.  |      | Jozef Mannaerts         | RC Mechelen KM          | 23   | 29            |
| 3.  |      | Gaston De Wael          | R. SC Anderlechtois     | 21   | 27            |
| 4.  |      | Hubert Van Dormael      | R. CS Verviétois        | 20   | 23            |
| 5.  |      | Roland Moyson           | R. Daring CB            | 19   | 30            |
| 6.  |      | Rik Coppens             | R. Beerschot AC         | 17   | 18            |
| =.  |      | Jef Van Gool            | R. Antwerp FC           | 17   | 30            |
| 8.  |      | Martin Lippens          | R. SC Anderlechtois     | 16   | 25            |
| 9.  |      | Michel Delire           | R. Olympic CC           | 15   | 30            |
| 10. |      | Hippolyte Van den Bosch | R. SC Anderlechtois     | 14   | 23            |
| =.  |      | Frédéric-Herman Galand  | R. Daring CB            | 14   | 30            |
| 12. |      | Jef Mermans             | R. SC Anderlechtois     | 13   | 22            |
| =.  |      | Jules Longdot           | R. FC Liégeois          | 13   | 27            |
| =.  |      | Eddy Bertels            | R. Antwerp FC           | 13   | 28            |
| =.  |      | Willem Mertens          | K. Lierse SK            | 13   | 29            |
| =.  |      | Étienne Longfils        | R. Daring CB            | 13   | 30            |
| 17. |      | Norbert Van Huffel      | ARA La Gantoise         | 12   | 28            |
| =.  |      | Louis Verbruggen        | R. Antwerp FC           | 12   | 28            |
| =.  |      | Gustaaf Sels            | K. Lierse SK            | 12   | 28            |
| =.  |      | René Irgel              | R. Tilleur FC           | 12   | 29            |
| =.  |      | Constant De Backker     | R. Antwerp FC           | 12   | 30            |
| 22. |      | Victor Wégria           | R. FC Liégeois          | 11   | 26            |
| =.  |      | Claude Collart          | R. Charleroi SC         | 11   | 26            |
| =.  |      | André Piters            | R. Standard CL          | 11   | 28            |
| =.  |      | Remy Vandeweyer         | Union Saint-Gilloise SR | 11   | 28            |
| =.  |      | André Pérot             | ARA La Gantoise         | 11   | 28            |
| 27. |      | Hubert Lormans          | R. CS Verviétois        | 10   | 15            |
| =.  |      | Frans Laureys           | Union Saint-Gilloise SR | 10   | 21            |
| =.  |      | Jozef Van Houdt         | K. Beeringen FC         | 10   | 22            |

## Parcours européen des clubs belges
Engagé dans la deuxième édition de la Coupe des clubs champions européens, le R. SC Anderlechois est éliminé par Manchester United dès le tour préliminaire. Les « Mauves » subissent une véritable correction à Old Trafford : 10-0!

### L'insurrection de Budapest et l'exil belge du Honvéd
Le 23 octobre 1956 débute en Hongrie l'insurrection de Budapest, qui durera trois semaines. La révolte armée qui suit perturbe le déroulement des compétitions de football, dont la Coupe des clubs champions européens 1956-1957. En effet, le champion de Hongrie, le Honvéd Budapest, considéré à l'époque comme la meilleure équipe du monde, est en tournée à Paris. Quand les événements éclatent, l'équipe prend la direction du pays mais, arrivés à Vienne en Autriche, les joueurs décident de ne pas retourner en Hongrie.
L'équipe devient ainsi « apatride » et reçoit plusieurs offres de matches amicaux aux quatre coins de l'Europe. Le 22 novembre 1956, le Honvéd dispute le match aller des huitièmes de finale de la Coupe des clubs champions face à l'Athletic Bilbao et s'incline 3-2. Le match retour doit avoir lieu dans les semaines qui suivent, mais le club ne souhaitant pas rentrer à Hongrie, il lui faut trouver un autre stade. Finalement, les Hongrois trouvent asile en Belgique et accueillent leur adversaire au stade du Heysel, à Bruxelles, le 20 décembre 1956. Un partage 3-3 au coup de sifflet final mène à l'élimination du Honvéd.

## Récapitulatif de la saison
- Champion : R. Antwerp FC (4e titre)
- Septième équipe à remporter quatre titres de champion de Belgique
- Seizième titre pour la province d'Anvers.

| Région flamande (7)             | Région flamande (7) | Province de Brabant (3)      | Province de Brabant (3) | Région wallonne (6)    | Région wallonne (6) |
| ------------------------------- | ------------------- | ---------------------------- | ----------------------- | ---------------------- | ------------------- |
| Province d'Anvers               | 5                   | Région de Bruxelles-Capitale | 3                       | Province de Hainaut    | 2                   |
| Province de Flandre-Occidentale | 0                   | Province du Brabant flamand  | 0                       | Province de Liège      | 4                   |
| Province de Flandre-Orientale   | 1                   | Province du Brabant wallon   | 0                       | Province de Luxembourg | 0                   |
| Province de Limbourg            | 1                   |                              |                         | Province de Namur      | 0                   |

1. ↑  Au niveau footballistique, la province de Brabant est toujours unitaire malgré sa partition territoriale en 1995.

### Admission et relégation
Beringen et le Sporting de Charleroi sont relégués en Division 2. Ils sont remplacés par deux clubs limbourgeois, le Waterschei THOR qui revient en Division 1 un an après l'avoir quittée et le Sint-Truidense VV, qui atteint l'élite pour la première fois.

### Changement d'appellation
En fin de saison, le Racing Club Mechelen Koninklijke Maatschappij change son appellation et devient le Koninklijke Racing Club Mechelen.

### Bilan de la saison
| Championnat de Belgique de football 1956-1957 |                          |
| Champion                                      | R. Antwerp FC (4e titre) |
| Dauphin                                       | R. SC Anderlechtois      |
| Qualifications continentales                  |                          |
| Coupe des clubs champions européens 1957-1958 | R. Antwerp FC            |
| Promotions et relégations                     |                          |
| Promus en Division 1                          | Waterschei SV THOR       |
| Promus en Division 1                          | Sint-Truidense VV        |
| Relégués en Division 2                        | K. Beringen FC           |
| Relégués en Division 2                        | R. Charleroi SC          |